# Grégoire Asbestas
Ne doit pas être confondu avec Grégoire de Nysse.
Grégoire Asbestas (en grec : Γρηγόριος Ἀσβεστᾶς) ou Grégoire de Syracuse ou encore Grégoire de Nicée, né vers 800 à Syracuse et mort à Constantinople vers 879/880, est une personnalité du christianisme byzantin, archevêque de Syracuse à trois reprises puis métropolite de Nicée.
Personnage haut en couleur, il joue un rôle essentiel dans l'histoire de l'Église de la seconde moitié du IXe siècle, particulièrement dans la lutte qui oppose les partisans des patriarches de Constantinople Ignace et de Photios Ier, qui est un disciple de Grégoire et dont celui-ci prend le parti. Ayant embrassé le camp des iconodules qui entendent rétablir le culte des images après la crise iconoclaste, déposé et rétabli dans sa dignité épiscopale à plusieurs reprises, il est surtout connu par les témoignages de ses détracteurs.

## Biographie
La biographie de Grégoire Asbestas est assez mal connue car les éléments le concernant parvenus jusqu'à nous sont très épars et souvent issus de ses détracteurs — particulièrement son ennemi farouche Nicétas de Paphlagonie —, Grégoire ayant fait en outre l'objet d'une sorte de damnatio memoriae après sa mort.
Sicilien originaire de Syracuse où il a du naître aux alentours de l'an 800, Grégoire apparaît à l'histoire lorsqu'il devient archevêque de sa ville natale en 843 où il est nommé par le patriarche de Constantinople Méthode, comme lui originaire de la cité sicilienne. Si l'on en croit la Chronique de Cambridge, il est chargé d'y apporter l'orthodoxie avec pour mission de restaurer le culte des images dans une métropole où le précédent archevêque, Théodore Krithinos, a appliqué la politique iconoclaste avec rigueur.

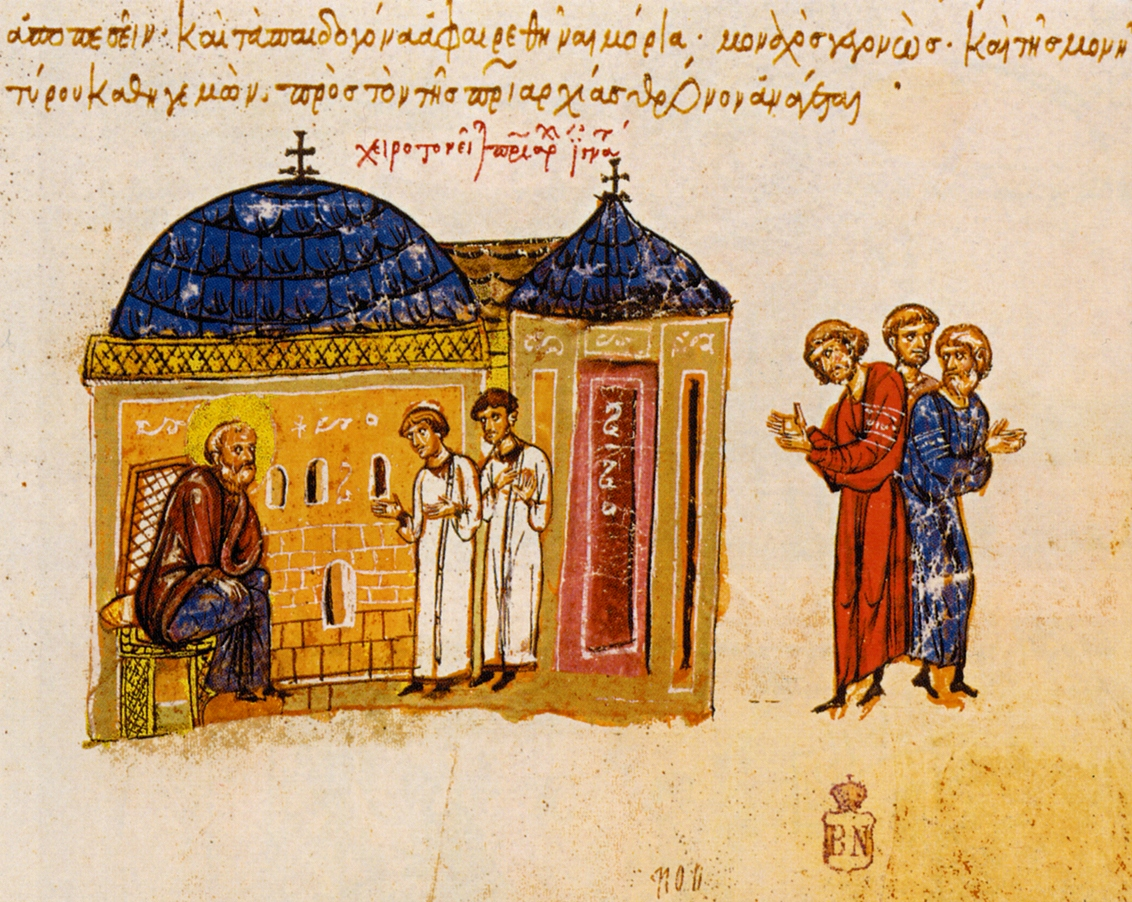
L'higoumène Ignace appelé à devenir patriarche de Constantinople après la morte de Méthode, Chronique de Skylitzès de Madrid, Bibliothèque nationale d'Espagne.

Pressenti un temps pour succéder à Méthode au siège patriarcal, c'est cependant le moine rigoriste Ignace, fils castré de l'empereur Michel Ier, qui lui est préféré par l'impératrice Théodora, sans qu'elle en réfère au synode. À cette époque, Grégoire réside de manière permanente à Constantinople soit en raison de l'insécurité que les troupes musulmanes font régner en Sicile, soit pour se justifier devant les autorités d'une accusation portée contre lui concernant la canonicité d'une de ses nominations épiscopales. En 847, à l'occasion de l'intronisation du nouveau patriarche, le conflit éclate entre les deux dignitaires :Ignace refuse la présence de Grégoire lors de sa cérémonie d'intronisation à Sainte-Sophie, ce qui provoque un vif incident au cours duquel l'évêque sicilien proclame que l'on a  introduit dans l'Église « non pas un pasteur mais un loup ».
En outre, Grégoire, qui bénéficie d'une haute réputation et semble exercer un important ascendant sur plusieurs évêques, clercs et hauts fonctionnaires cultivés, reproche à Ignace de bafouer la mémoire de son prédécesseur. L'archevêque de Syracuse est déposé par Ignace vers la fin de l'année avec plusieurs de ses partisans dont les évêques Pierre de Sillyon, Eulampios d'Apamée, Zacharie de Taormina et Théophile d’Amorion. Grégoire fait alors, à deux reprises, appel à l'évêque de Rome Léon IV qui commue sa déposition en simple suspension dans l'attente d'un verdict plus approfondi.
En 856, un coup d'État élimine la faction de Théodora qui est exilée dans un couvent et porte son frère Bardas à la tête de l'empire aux côtés de son jeune neveu Michel III avec le titre de césar. En 858, c'est au tour d'Ignace d'être déposé du siège constantinopolitain par Bardas dont il critique l'inconduite et que celui-ci accuse de vouloir faire revenir sa sœur d'exil. Le siège échoit alors à Photios un fonctionnaire lettré alors chef de la chancellerie dont il semble que Grégoire ait été le maître à penser et qui reçoit l'ensemble des ordres mineurs et majeurs en à peine une semaine, probablement des mains de son mentor. En retour, Photios réhabilite Grégoire et ses partisans, Théophile d’Amorion et Zacharie de Taormina étant même choisis en 360 pour porter la lettre d’avènement du nouveau patriarche au nouvel évêque romain Nicolas Ier.

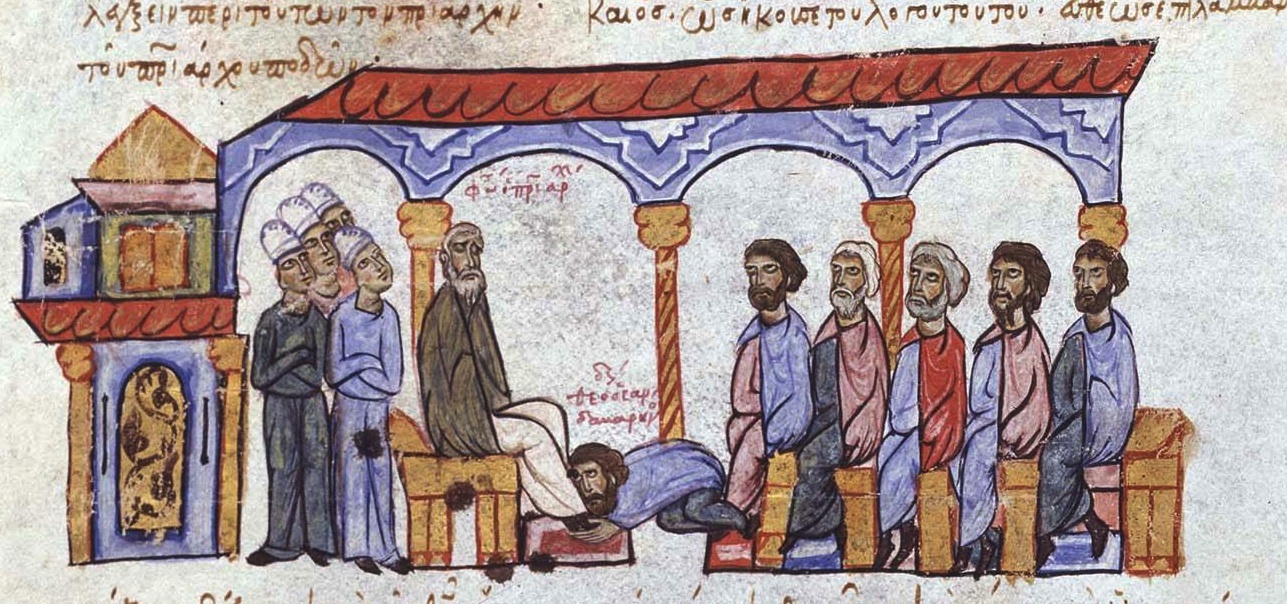
Photios sur son siège patriarcal honoré par un moine, Chronique de Skylitzès de Madrid, Bibliothèque nationale d'Espagne.

En 861, le concile Prime-second de Constantinople, convoqué par le jeune empereur Michel III sur proposition de Photios, casse définitivement les dépositions dont ont fait l'objet Asbestas et ses partisans tandis qu’Ignace est lui-même déposé et anathématisé. Mais la même année, à Rome, un synode entend priver Grégoire de toute charge ecclésiastique : il lui est reproché par le patriarche romain d'avoir consacré Photios en l’élevant en à peine six jours du rang de laïc à celui de prêtre, ce que condamnent les canons conciliaires. Il semble ainsi que « la papauté voit en Grégoire le véritable chef du “parti” […] qui a choisi et installé Photios au patriarcat, tient en main la situation et suscite le “scandale” dans l’Église ».
Lorsque Photios est à son tour déposé du patriarcat en 867, Grégoire lui reste fidèle bien qu'il ne semble plus intervenir dans les polémiques. Quand Photios est définitivement rétabli sur le siège patriarcal le 26 octobre 877 par Basile Ier, il rétablit Grégoire dans sa dignité mais pas sur son siège de Syracuse, probablement déjà pourvu depuis longtemps et devenu difficilement accessible, pris d'assaut par les troupes musulmanes en 878 : Grégoire obtient alors le siège métropolitain de Nicée à la succession de l'éphémère Amphiloque de Cyzique, où il rédige vers 878/879 un Traité sur le baptême des Juifs qui est la seule de ses œuvres qui nous soit parvenue. Ce texte est un virulent pamphlet contre la politique de conversion forcée des juifs entamée par Basile depuis 874, dans lequel Grégoire rappelle la nécessité de l'abjuration de la foi hébraïque et dénonce surtout l’intrusion du pouvoir impérial dans la politique de l’Église ainsi qu'il réaffirme que seuls les évêques ont la capacité et le pouvoir de baptiser quand les laïcs doivent rester à leur place.
En novembre 879, Grégoire est présent à Sainte-Sophie pour l'ouverture du quatrième concile de Constantinople mais meurt peu de temps après, probablement avant la cinquième session qui a lieu le 26 janvier 880. Il semble que l'éloge funèbre qui lui est rendu par Photios lui-même le fasse égaler aux Pères de l'Église, tandis que ses détracteurs ignacien gardent plutôt le souvenir d'un « misérable [qui] n'avait fait jusqu'à la fin qu'affiler sa langue comme un rasoir contre [Ignace] ».